# (73459) 2002 NL48
(73459) 2002 NL48 – planetoida z pasa głównego asteroid okrążająca Słońce w ciągu 5,45 lat w średniej odległości 3,1 j.a. Odkryta 13 lipca 2002 roku.